# Fernando Sabino
Fernando Tavares Sabino (Belo Horizonte, 12 de outubro de 1923 — Rio de Janeiro, 11 de outubro de 2004) foi um escritor, jornalista e editor brasileiro.

## Biografia
Fernando Sabino é filho de Domingos Sabino e de Odete Tavares de Lacerda. Seus pais eram mineiros da cidade de Leopoldina. Sabino era neto de imigrantes italianos por parte de pai. Seus avós italianos se chamavam Nicola Savino e Angela Apprato. Sua mãe pertencia a uma família tradicional de Leopoldina. Fernando iniciou seus estudos aos sete anos no Grupo Escolar Afonso Pena, onde conheceu o amigo Hélio Pellegrino. Aos 12 anos, começou a escrever contos. Sua primeira publicação, uma história policial, aconteceu na revista Argus, uma publicação da polícia de MG. Durante a adolescência, enviava com regularidade crônicas para a revista mineira, que promovia um concurso permanente, o qual Sabino vencia com frequência, tanto que chegava a receber o dinheiro adiantado. 
Esportista, nadador do Minas Tênis Clube, bateu diversos recordes de nado de costas, sua especialidade, tornando-se campeão sul-americano dessa modalidade em 1939. No mesmo ano, ganhou o segundo lugar na Maratona Nacional de Português e Gramática Histórica, empatado com Hélio Pellegrino.
No início da década de 1940 começou a cursar a Faculdade de Direito em Minas Gerais e ingressou no jornalismo como redator da Folha de Minas, por intermédio do escritor Murilo Rubião. O primeiro livro de contos, Os grilos não cantam mais, foi publicado em 1941, no Rio de Janeiro, quando o autor tinha apenas dezoito anos, sendo que alguns contos do livro foram escritos quando Sabino tinha apenas quatorze anos. Nesse período, conheceu e passou a conviver com Marques Rebêlo, Guilhermino César e João Etienne Filho. Formava, com Hélio Pellegrino, Otto Lara Resende, Paulo Mendes Campos, um grupo literário, apelidado por Etienne, de Grupo dos Vintanistas devido ao fato de todos estarem na casa dos vinte anos. 
Fotografia de acervo pessoal - Fernando Sabino com cada um dos três amigos inseparáveis.
Esse grupo discutia literatura e fazia passeios boêmios pelas noites de Belo Horizonte. Suas histórias serviram de inspiração para a premiada obra O Encontro Marcado. Nesse período, Sabino publica contos e artigos pelas revistas Mensagem, Alterosa e Belo Horizonte.

### Percurso profissional e literário
Por ocasião da publicação de Os grilos não cantam mais, Sabino inicia, em 1942, correspondência com o escritor paulista Mário de Andrade. A troca de cartas dura até 1945, ano da morte de Mário, e pode ser lida no livro Cartas a um jovem escritor e suas respostas.
Mudou-se para o Rio de Janeiro em 1944. Tornou-se colaborador regular do jornal Correio da Manhã, onde conheceu Vinicius de Moraes, de quem se tornou amigo. No mesmo ano, publicou sua segunda obra, a novela A marca. Em 1945, conheceu a escritora Clarice Lispector, no Rio, de quem tornou-se amigo e mais tarde, correspondente. Depois de se formar em Direito na Faculdade Nacional de Direito, em 1946, viajou com Vinicius de Moraes aos Estados Unidos. O escritor morou por dois anos em Nova Iorque, onde exercia função burocrática no consulado brasileiro, com sua primeira esposa Helena Valladares Sabino e a primogênita Eliana Sabino. Nesse período, conheceu o compositor Jayme Ovalle. Colaborou com crônicas para o Diário Carioca e O Jornal. As crônicas reunidas do período foram publicadas na obra A cidade vazia (1950). No mesmo período, Sabino escreve Os movimentos simulados (2004; data também de sua morte) e esboços das obras O encontro marcado (1956) e O grande mentecapto (1979).

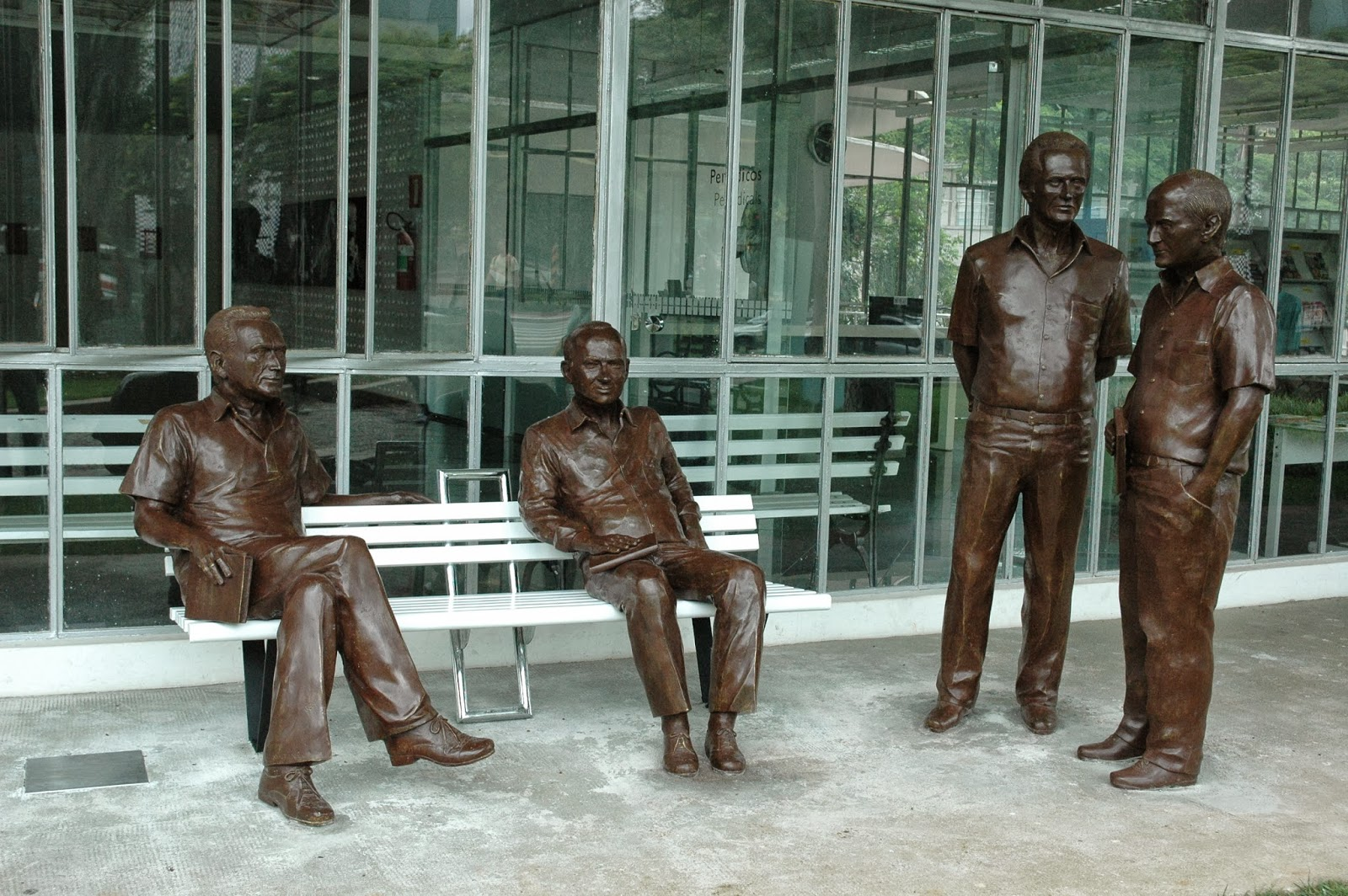
Em homenagem ao livro Encontro Marcado foi instalada uma estátua de bronze no complexo arquitetônico da Praça da Liberdade, em Belo Horizonte, para eternizar os escritores conhecidos como "quatro cavalheiros do apocalipse": Otto Lara Rezende, Fernando Sabino, Paulo Mendes Campos e Hélio Peregrino. O trabalho é do artista plástico Léo Santana.

O encontro marcado, uma de suas obras mais conhecidas, foi lançada em 1956. Sabino decidiu, então (1957), viver exclusivamente como escritor e jornalista. Iniciou uma produção diária de crônicas para o Jornal do Brasil, escrevendo mensalmente também para a revista Senhor. Em 1960, Fernando Sabino publicou o livro O homem nu, pela Editora do Autor, fundada por ele, Rubem Braga e Walter Acosta. Publicou, em 1962, A mulher do vizinho, que recebeu o Prêmio Fernando Chinaglia, do Pen Club do Brasil. Em 1964, muda-se para Londres, onde passa a exercer função da adido cultural junta à embaixada brasileira. Torna-se correspondente do Jornal do Brasil. Colabora na BBC e com as revistas Manchete e Claudia.
Funda, em 1960, a Editora do Autor, em parceria com Rubem Braga, na qual publica nomes importantes da literatura brasileira e latino-americana. Deixa a editora em 1966, e funda a Editora Sabiá. Em 1973 funda a Bem-te-vi Filmes, com David Neves, por meio da qual produz uma série de curtas-metragens com escritores brasileiros. Realiza, na década de 1970, uma série de viagens ao exterior documentando eventos.
Publicou O grande mentecapto em 1979, iniciado mais de trinta anos antes. A obra, que lhe rendeu o Prêmio Jabuti, e acabaria sendo adaptada para o cinema, com direção de Oswaldo Caldeira, em 1989, e também para o teatro. Publicou em 1982, O menino no espelho. Em 1985, A faca de dois gumes. E em 1989, O tabuleiro de damas, uma obra autobiográfica. Publicou com regularidade na década de 90. Em 1991, publica Zélia, uma paixão. Em 1996, foi publicada em três volumes sua Obra Reunida pela editora Nova Aguilar. Em julho de 1999, recebeu da Academia Brasileira de Letras o prêmio Machado de Assis pelo conjunto de sua obra. Em 2001, publicou Livro aberto e Cartas perto do coração. Em 2002, publicou Cartas sobre a mesa e, em 2004, publicou Os movimentos simulados.
Fernando Sabino faleceu, em 2004, em sua casa em Ipanema (zona sul no Rio de Janeiro), vítima de câncer no fígado, às vésperas do 81º aniversário. Foi sepultado no Rio, no Cemitério São João Batista. Seu epitáfio, escrito a seu pedido, é o seguinte: "Aqui jaz Fernando Sabino, que nasceu homem e morreu menino!".
No ano de 2005, por iniciativa da família de Sabino, foi fundado o Instituto Fernando Sabino, que se dedica a incentivar  a prática da leitura a partir da obra do escritor mineiro.
No ano de 2006, comemorou-se os 50 anos de publicação da obra Encontro Marcado com edição especial comemorativa publicada pela Editora Record.
No ano de 2018, foi inaugurado em Belo Horizonte, um espaço de exposição permanente dedicado ao escritor: o Espaço Cultural Encontro Marcado.
Em 2023, o escritor completaria 100 anos de nascimento. As comemorações do centenário, programadas para durarem um ano, iniciaram-se no dia 11 de outubro.

## Obras
- Os grilos não cantam mais - contos (1941 - Pongetti)
- A marca - novela (1944 - José Olympio)
- A cidade vazia - crônicas e histórias (1950 - NY)
- A vida real - novelas (1952, Editora A Noite)
- Lugares comuns - dicionário (1952, Record)
- O encontro marcado - romance (1956, Civilização Brasileira)
- O homem nu - crônicas (1960, Editora do Autor)
- A mulher do vizinho - crônicas (1962, Editora do Autor)
- A companheira de viagem - crônicas (inclusive crônicas de viagens) (1965, Editora do Autor)
- A inglesa deslumbrada - crônicas (inclusive crônicas de viagens) (1967, Sabiá)
- Gente I e Gente II - crônica sobre personalidades com quem Fernando Sabino teve contato (1975, Record)
- Deixa o Alfredo falar! - crônicas (1976, Record)
- O Encontro das Águas - crônicas sobre uma viagem à cidade de Manaus/AM (1977, Record)
- O grande mentecapto - romance (1979, Record)
- A falta que ela me faz - crônicas (1980, Record)
- O menino no espelho - romance (1982, Record)
- O Gato Sou Eu - crônicas (1983, Record)
- Macacos me mordam (1984, Record)
- A vitória da infância (1984, Editora Nacional)
- A faca de dois Gumes - novelas (1985, Record)
- O Pintor que pintou o sete (1987, Berlendis & Vertecchia)
- Martini Seco - romance policial (1987, Ática)
- O tabuleiro das damas - autobiografia literária (1988, Record)
- De cabeça para baixo - crônicas de viagens (1989, Record)
- A volta por cima - crônicas (1990, Record)
- Zélia, uma paixão - biografia (1991, Record)
- O bom ladrão - novela (1992, Ática)
- Aqui estamos todos nus (1993, Record)
- Os restos mortais (1993, Ática)
- A nudez da verdade (1994, Ática)
- Com a graça de Deus (1995, Record)
- O outro gume da faca - novela (1996, Ática)
- Um corpo de mulher (1997, Ática)
- O homem feito novela (originalmente publicada no volume A vida real, cf. acima) (1998, Ática)
- Amor de Capitu - recriação literária de Dom Casmurro (1998, Ática)
- No fim dá certo - crônicas (1998, Record)
- A chave do enigma (1999, Record)
- O galo músico (1999, Record)
- Cara ou coroa? (2000, Ática)
- Duas novelas de amor - novelas (2000, Ática)
- Livro aberto - Páginas soltas ao longo do tempo - crônicas, entrevistas, fragmentos, etc. (2001, Record)
- Cartas perto do coração - correspondência com Clarice Lispector (2001, Record)
- Cartas na mesa - correspondência com Paulo Mendes Campos, Otto Lara Resende e Hélio Pellegrino (2002. Record)
- Os caçadores de mentira (2003, Rocco)
- Cartas a um jovem escritor e suas respostas (2003, Record)
- Os movimentos simulados (2004, Record)
- Bolofofos e finifinos (2004, Ediouro)

## Correspondência publicada
- Cartas a um jovem escritor e suas respostas - correspondência com Mário de Andrade. (2003, Record)
- Cartas perto do coração - correspondência com Clarice Lispector (2001, Editora Record)
- Cartas na mesa - correspondência com Paulo Mendes Campos, Otto Lara Resende e Hélio Pellegrino (2000. Editora Record)

## Trabalhos sobre o autor
1. BENDER, Flora Christina. Fernando Sabino: literatura comentada. São Paulo: Abril Educação, 1981.
2. BLOCH,  Arnaldo. Fernando Sabino: reencontro. Rio de Janeiro: Relume, 2005.
3. ESCOSTEGUY, Jorge. Programa Roda Viva: entrevista Fernando Sabino. Rede Brasil. Disponível em: rodaviva.fapesp.br
4. STEEN, Edla Van. Viver e Escrever. vol. 2. Porto Alegre: L&PM, 2008.
5. MORAES, Lygia Marina. Conheça o escritor brasileiro Fernando Sabino. Rio de Janeiro: Record, 1982.
6. DUTRA, Cristina Gonçalves F. Souza. Vida e literatura nas cartas de Sabino, Mário e Clarice. dissertação mestrado. Disponível em: bibliotecadigital.ufmg.br
7. COSTA, Suzana Barbosa. Encontro Marcado com a Crônica no Romance de Fernando Sabino, 2007. 120 f. Dissertação (Mestrado em Literatura e Crítica Literária). PUC-SP, São Paulo, 2007
8. BALBI, Henrique. Fernando Sabino: entre fluxo e fixo - leitura comparativa de O Homem Nú e A Nudez da Verdade. Dissertação. Disponível em: teses.usp.br- pdf